# Svetlanaebyctiscus vitis
Svetlanaebyctiscus vitis là một loài bọ cánh cứng trong họ Rhynchitidae. Loài này được Ter-Minassian miêu tả khoa học năm 1959.